# Stockhagen
Stockhagen ett mindre naturområde i Stocksund i Danderyds kommun, belägen intill gränsen mot Djursholm, dominerat av en idrottsplats, Stockhagens IP.
Idrottsplatsen omfattar en fotbollsplan, två skridskorinkar (varav den ena är inbyggd och går under namnet Tigerbalsamhallen), en curlingrink och en motionsslinga för terränglöpning. Därutöver finns på Stockhagen också en kommunal lekplats. Stockhagens IP är hemmaplan för Stocksunds IF och har tidigare också varit hemmaplan för Djursholms Curlingklubb och Danderyd Mean Machines.